# Chirocephalus bobrinskii
Chirocephalus bobrinskii är en kräftdjursart som först beskrevs av Alcock 1898.  Chirocephalus bobrinskii ingår i släktet Chirocephalus och familjen Chirocephalidae. Inga underarter finns listade i Catalogue of Life.